# Александър Балкански
Александър Димитров Балкански е български цирков артист и филантроп, основател на трупа и цирк „Балкански“.
От 2011 г. е директор на Творческия институт за цирково изкуство при БАНИ. От 2012 г. Алаксандър Балкански е председател на цирковата гилдия..
През 2012 г. Александър Балкански е приет в Българската академия на науките и изкуствата (БАНИ), като и е удостоен с почетното звание „академик“. Носител е на орден „Св. св. Кирил и Методий“, връчен му на 24 май 2015 г. от президента Росен Плевнелиев, по случай юбилея „65 години циркова дейност в България“.